# Hallalycke
Hallalycke är en bebyggelse öster om Kinna i Marks kommun. Från 2023 avgränsar SCB här en småort. 